# Atentado al autobús de Damasco de 2021
El 20 de octubre de 2021, dos artefactos explosivos improvisados acoplados a un autobús del ejército sirio explotaron cuando el vehículo pasaba por debajo del puente Jisr al-Rais en Damasco, Siria , durante la hora pico de la mañana , matando a 14 personas. Un tercer dispositivo fue desactivado por una unidad de ingeniería del ejército. 
Es el atentado más mortífero en la capital de Siria desde los atentados de Damasco de marzo de 2017 , en los que murieron decenas de personas.

## Atentado
Un autobús del ejército que transportaba tropas explotó cerca de un puente en el centro de Damasco después de que se colocaran dos bombas en el autobús antes de partir, y los ingenieros del ejército desactivaron una tercera..
Aproximadamente una hora después de la explosión, Ariha en la gobernación de Idlib en el noroeste del país fue bombardeada. El territorio está controlado por rebeldes que luchan contra el gobierno.

## Consecuencias
El grupo "Brigadas Qasioun" emitió un comunicado adjudicándose la autoría del ataque. Dijeron que tales ataques continuarán en respuesta a "las masacres llevadas a cabo por el régimen a diario contra civiles en el norte liberado".